# Arrade bisinuata
Arrade bisinuata är en fjärilsart som beskrevs av George Francis Hampson. Arrade bisinuata ingår i släktet Arrade och familjen nattflyn. Inga underarter finns listade i Catalogue of Life.